# Воссеваген
Воссеваген (Vossevangen) или Восс — административный центр муниципалитета Восс в графстве Хордаланн, Норвегия.

## Местонахождение
Село находится на северо-восточном берегу озера Вангсватнет в центральной части муниципалитета, около 100 километров (62 миль) восточнее Бергена. Площадь села — 3,84 км2, население (2013) — 6053. По меркам Норвегии Воссеваген — довольно крупный населённый пункт.
Через деревню проходят европейская трасса E16 и железнодорожная линия Бергенсбанен. Железнодорожная линия останавливается у станции Восс в центре села. Это главная дорога и главная железнодорожная линия между городами Осло и Берген. Через село также проходит Национальная дорога Норвегии 13.

## Этимология
Воссеванген берет свое название от древне-норвежского слова «Vang» (от древне-норвежского — Vangr), что означает «поле» или «луг», и относится к большому травяному полю, лежащему между церковью Восс и озером Вангсватнет.

## История
Согласно легенде, народ Восса был принудительно обращен в христианство королем Олавом, который впоследствии стал Святым Олавом. Говорят, что в это время был возведен каменный крест в Воссевангене. В селе находится каменная церковь Восса с эксцентричным восьмиугольным шпилем 16-го века, построенная в 1277 году. Недалеко от села находится Финнеслофтет — деревянная гильдия, которая считается старейшим деревянным домом в Северной Европе.
После немецкого вторжения в Норвегию 9 апреля 1940 года Восс был главной точкой мобилизации норвежской армии на западе, так как город Берген уже пал в первый день вторжения. Хотя большая часть мобилизованных здесь войск была переведена по железной дороге в боевые действия на востоке страны. Немецкие войска, продвигаясь к Воссу вдоль железнодорожной линии от Бергена и от Хардангер-фьорда, встретили жесткое сопротивление. В Хардангере (к югу от Восса) некоторые немцы взобрались в горы из Альвика, а остальные прошли через Гранвин.

Чтобы сломить это сопротивление, люфтваффе подвергли бомбардировке деревню Воссеванген 24 и 25 апреля 1940 года. Около дюжины мирных жителей погибли в результате бомбардировки, которая полностью разрушила старый деревянный центр города. 26 апреля немецкие войска вошли в деревню, которая оставалась оккупированной до 8 мая 1945 года.